# Максюта Вікторія Олександрівна
Віктор́ія Олекса́ндрівна Максю́та (15 листопада 1981) — українська фігуристка і тренер. Майстер України спорту міжнародного класу, чемпіонка світу серед юніорів у парному катанні.

## Життєпис
Народилася 1981 року, 1984-го почала кататися на ковзанах; у віці 10 років перейшла у парне катання. Її тренером стала Мозер Н. М, партнером — Владислав Жовнірський.
1993 року зі своїм партнером і тренером переїхала й почала виступати за Росію. Нагороди у парі із Жовнірським: Національні юніорські чемпіонати — 1 місця у 1995,
1996, 1997, 1998 роках.
Учасниця Чемпіонату світу з фігурного катання серед юніорів-1996 (бронзова нагорода); Меморіалу Ондрея Непели; Чемпіонату світу з фігурного катання серед юніорів-1997 (бронзова нагорода) (Сеул); Юніорської серії ISU 1997—1998 (золота нагорода); Чемпіонату світу з фігурного катання серед юніорів-1998 (бронзова нагорода) (Сент-Джон); Юніорського Гран-прі ISU 1998—1999 (золота нагорода); Зимової Універсіади-1999.
Бронза на «Skate America» (Senior Grand — Prix Event) — 1998.
У 1999 році почала кататися в парі з Віталієм Дубіною. Переможці міжнародних змагань у Словаччині — 1999. Бронзова нагорода на міжнародних змаганнях «Golden Spin» у Загребі — 1999. Бронзова нагорода на міжнародних змаганнях «Baltic Cup» в Естонії — 1999.
2000 року Вікторія та її партнер Віталій Дубіна переїхали в Україну. Їхнім тренером став Шкідченко Д. В. Срібні нагороди на чемпіонаті України — 2000, 2001. 6-те місце на «Cup of Russia» (Senior Grand-Prix Event) — 2001.
З 2002 року перейшла у професіонали та стала артисткою льодових шоу. Її партнером став Станіслав Ведерський. У 2006 році вони одружилися. Вікторія та Станіслав 6 сезонів були сольною парою у льодовому шоу «Holiday on Ice» (2009—2011, з 2013 по 2015 і з 2016 по 2018). Також вони виступали як сольна пара в багатьох інших льодових шоу.
Відпрацювала 2 сезони (2018—2020) як головний тренер у клубі з фігурного катання в місті Оденсе (Данія). З нею також працював її чоловік як головний асистент. З 2020 року працювала як приватний тренер у Києві.